# Maurice Mathieu (General)
Maurice Mathieu, vollständig David Maurice Joseph Mathieu de Saint-Maurice de La Redorte (* 20. Februar 1768 in Saint-Affrique, Département Aveyron; † 1. März 1833 in Paris) war ein französischer Général de division der Infanterie.

## Leben
Mathieu wurde als Sohn eines Arztes geboren. Nach dem frühen Tod seines Vaters heiratete seine Mutter Louis Bernard de Saint-Affrique, der während er Französischen Revolution ein einflussreicher Politiker wurde. Als Sohn einer adeligen Familie trat er 1783 standesgemäß als Kadett in die königliche Armee ein. Während der Revolution ernannte man ihn zum Aide-de-camp eines Generals; auch während der Ersten Republik diente Mathieu in der Armee.
1795 befehligte er die Avantgarde des Korps, die für die Blockade von Mainz verantwortlich war,
nach dem Vertrag von Campo-Formio trat er der Armee von General Championnet in Süditalien bei. Das Direktorium verlieh ihm nach der Niederschlagung eines Aufstandes der Einwohner von Terracino per Dekret vom 9. September 1798 den Rang des Brigadegenerals. Ab 1798 kämpfte er in den Koalitionskriegen, u. a. im Krieg gegen das Königreich beider Sizilien. Am 9. Dezember 1798 marschierte Mathieu in Rom ein, nachdem er in der Nähe von La Storta einen Vorteil gegenüber den neapolitanischen Truppen errungen hatte. Am 14. Januar 1799 wurde ihm befohlen, eine bewaffnete Zusammenrottung in der Stadt aufzulösen, wobei er schwer verwundet wurde und die Armee verlassen musste. Seine Beförderung zum Generalmajor erfolgte am 17. April 1799, verbunden mit dem Befehl über ein kleines Korps von 3600 Mann das die Küste bis Finistère und den Hafen von Brest schützte. Auf Wunsch Napoleons übernahm er im Feldzug von 1805 gegen die Österreicher eine Division beim 7. Korps des Marschall Charles Pierre François Augereau.
Zwischen 1806 und 1807 diente Mathieu unter König Joseph Bonaparte in dessen Königreich Neapel. Anfang November 1808 wurde er bei Napoleons Invasion in Spanien zum Kommandeur der 1. Division des 3. Korps ernannt und zeichnete sich am 23. November unter Marschall Lannes in der Schlacht bei Tudela aus, wo er verwundet wurde und danach das Kommando der Garnisonen in Südkatalonien erhielt. Im folgenden Jahr 1809 wurde seine Division Marschall Neys 6. Corps zugeteilt und kämpfte in der Schlacht von Alba de Tormes. Von 1811 bis 1813 befehligte er eine Division der französischen Truppen in Katalonien. Er führte danach seine Truppen im März 1811 bei den Kämpfen um Montjuich und 1811 bei der Erstürmung von Montserrat und der Höhen von Altafulla.
Mathieu diente nach dem Sturz des Korsen 1814 dem König Ludwig XVIII., wechselte aber im folgenden Jahr während der Herrschaft der Hundert Tage wieder zu Napoleon zurück und erhielt im Juni 1815 das Kommando der 10. Militär-Division in Toulouse. Nach der zweiten Restauration wurde Mathieu 1819 in den Adelsstand erhoben und trug fortan den Zusatz Comte de La Redorte.
Nach der Julirevolution von 1830 legte er alle seine militärischen Ämter nieder und zog sich ins Privatleben zurück. Am 1. März 1833 starb Maurice Mathieu im Alter von 65 Jahren in Paris und fand dort auch seine letzte Ruhestätte.

## Ehrungen
- 1804 Großoffizier der Ehrenlegion
- 1807 italienischer Orden der Eisernen Krone
- 1810 Comte de l’Émpire
- 1814 Ordre royal et militaire de Saint-Louis
- 1819 Pair von Frankreich
- 1820 Großkreuz der Ehrenlegion
- 1823 Komtur des Schwertordens
- 1824 österreichischer Orden der Eisernen Krone
- Sein Name findet sich am westlichen Pfeiler (36. Spalte) des Triumphbogens am Place Charles-de-Gaulle (Paris).